# J. Michael Straczynski

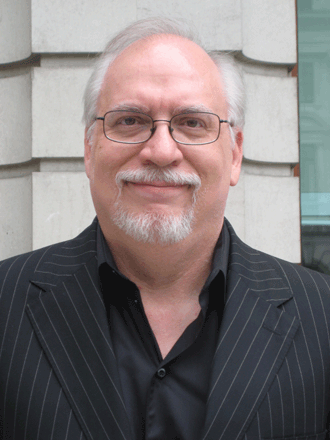
J. Michael Straczynski.

Joseph Michael Straczynski (Paterson, New Jersey, 17 juli 1954) is een Amerikaans scenarioschrijver en producent. Zijn werk is veelzijdig en situeert zich onder meer in films, televisieseries, kortverhalen, beeldverhalen en radiodrama.

## Biografie
Straczynski werd geboren in Paterson, New Jersey. Zijn familie heeft Poolse en Wit-Russische roots. Hij studeerde aan de San Diego State University, waar hij zijn bacheloropleidingen in psychologie en sociologie met succes afrondde. Hij woont in de omgeving van Los Angeles.

## Carrière

### Televisie
Straczynski is de bedenker van de sciencefictioneserie Babylon 5, die hij grotendeels zelf geschreven en geproduceerd heeft. De serie won twee Emmy Awards. Andere series van zijn hand zijn onder meer Crusade, de spin-offserie van Babylon 5 en Jeremiah. Hij heeft ook gewerkt voor een aantal afleveringen van The New Twilight Zone, Jake and the Fatman, Murder, She Wrote en Walker, Texas Ranger.

### Film
Straczynski heeft zowel gewerkt aan bioscoopfilms als televisiefilms. Tot op heden heeft hij zes Babylon 5 films gemaakt. Hij schreef ook het script voor de televisiefilm Murder, She Wrote: A Story to Die For.
Nadat zijn werk aan de televisieserie Jeremiah beëindigd was, deed hij een jaar onderzoek naar een reeks moorden en kidnappingen die zich in 1928 in Californië hadden afgespeeld. Hij schreef op basis van deze gebeurtenissen het script voor de film Changeling, die door Clint Eastwood geregisseerd werd. De film werd drie keer genomineerd voor een Oscar, waaronder een nominatie voor Angelina Jolie (beste actrice) en Straczynski had een nominatie voor het beste originele screenplay tijdens de BAFTA uitreiking van 2009.

### Beeldverhaal
Straczynski is schrijver van beeldverhalen die uitgegeven worden bij de Amerikaanse uitgever Marvel Comics. Hij schrijft onder meer voor de reeksen The Amazing Spider-Man en Fantastic Four.